# La Victoria, Venezuela
La Victoria är en stad i norra Venezuela, och är belägen i delstaten Aragua. Den är delstatens största stad utanför Maracays storstadsområde och hade 92 978 invånare år 2007, med 156 139 invånare i hela kommunen på en yta av 419 km². Kommunens officiella namn är José Félix Ribas, och är indelad i fyra socknar, parroquias. 